# Valve Corporation
Valve Corporation, también conocido como Valve Software, es una empresa estadounidense desarrolladora de videojuegos. Se hizo mundialmente famosa por su primer juego, Half-Life y por una modificación de este, Counter-Strike. 
Otros de sus logros más famosos son la creación del motor de videojuego Source, utilizado en gran parte de sus videojuegos, incluyendo Half-Life 2, Portal, Team Fortress 2, Left 4 Dead, Left 4 Dead 2 y Dota 2 y la creación de la plataforma digital de videojuegos Steam. Las oficinas centrales de Valve Software se encuentran en Bellevue, Washington, Estados Unidos. 
Valve fue fundada en 1996 por Gabe Newell y Mike Harrington. Ambos eran trabajadores del gigante informático Microsoft y habían trabajado en sus sistemas operativos Windows y OS/2 antes de pasarse al mundo de los videojuegos. Con Half-Life, su primer videojuego, Valve cosechó un tremendo éxito obteniendo beneficios de sus expansiones y mods. En su trabajo junto a la comunidad de jugadores se encuentran títulos como Counter-Strike o Day of Defeat. En mayo de 2003, Valve Software causó un gran revuelo en la feria Electronic Entertainment Expo al presentar lo que parecía una versión prácticamente terminada de Half-Life 2. 

## Historia

### Fundación yHalf-Life(1996-2003)

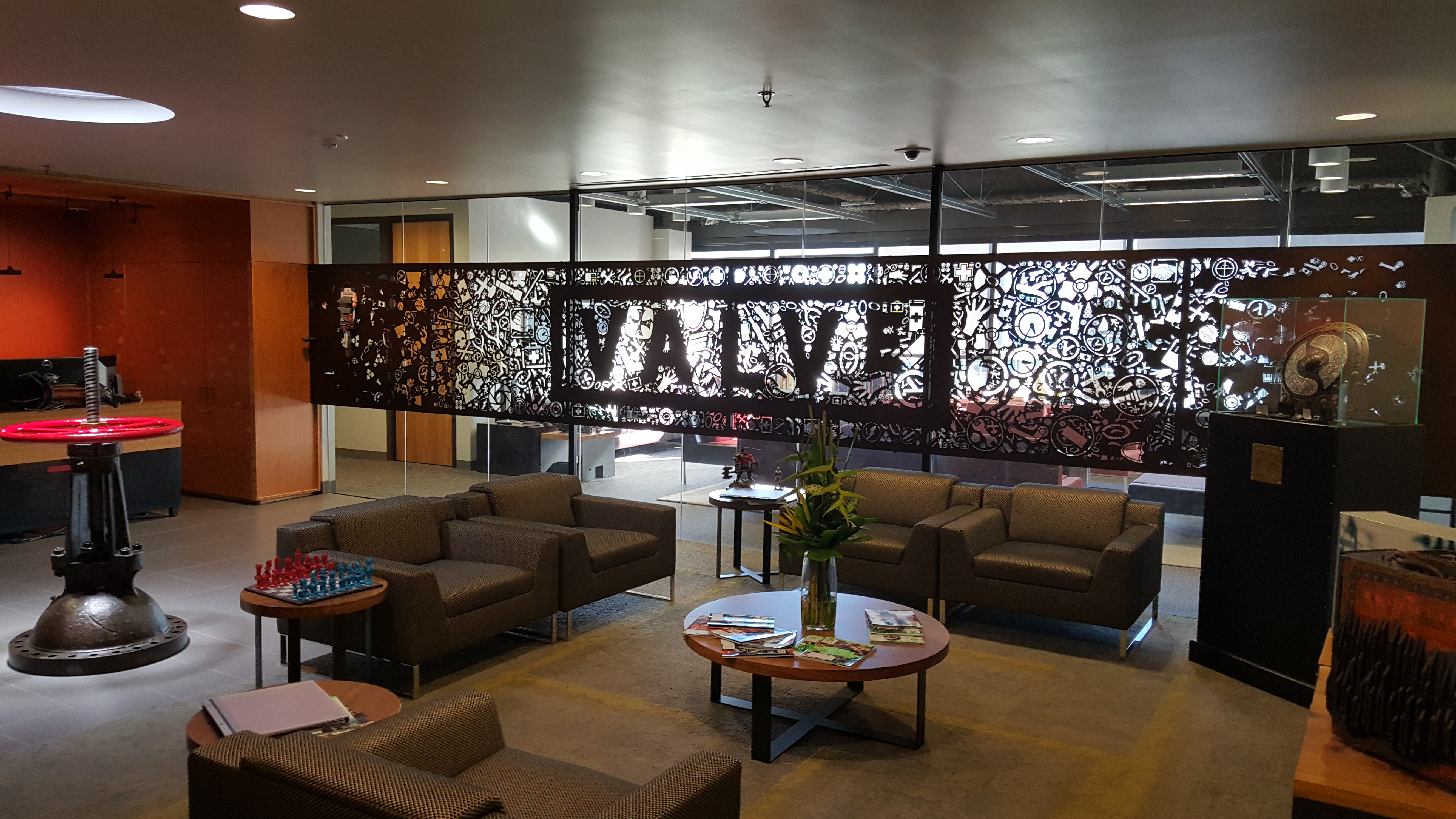
Oficinas de Valve en 2016

Valve fue fundada en 1996 por los ex empleados de Microsoft Gabe Newell y Mike Harrington. Newell había pasado los 13 años en Microsoft desarrollando Windows. Queriendo pasar a una nueva empresa utilizando su patrimonio compartido, Newell y Harrington fundaron Valve, L.L.C. en Kirkland, Washington (a unas cinco millas del campus de Microsoft en Redmond), el 24 de agosto de 1996, el día de la boda de Newell. Los nombres alternativos considerados por Newell y Harrington incluyen "Fruitfly Ensemble" y "Rhino Scar".
El primer producto de Valve fue Half-Life, un juego de disparos en primera persona (FPS) con elementos del género de terror. El desarrollo fue ayudado por el acceso al motor Quake por id Software; Valve modificó este motor en su motor GoldSrc. Después de luchar para encontrar un editor, Valve finalmente firmó con Sierra On-Line. Half-Life fue lanzado en noviembre de 1998,  y fue un éxito comercial y de crítica.
Valve reclutó a Gearbox Software para desarrollar tres expansiones para Half-Life: Opposing Force (1999), Blue Shift (2001) y Decay (2001). Valve adquirió TF Software en 1998, un grupo que había creado el popular mod Team Fortress para Quake, y rehízo el mod para GoldSrc como Team Fortress Classic, lanzado en 1999. Valve lanzó el kit de desarrollo de software (SDK) para el motor GoldSrc, lo que facilita numerosas modificaciones creadas por el usuario. Valve adquirió los desarrolladores de un mod popular, Counter-Strike, para crear un juego independiente. Feliz con el éxito de Valve, Harrington se fue en 2000.

### Source, Steam yHalf-Life 2(2003–2010)
En 2003, Valve se mudó a Bellevue, Washington, y se reincorporó como Valve Corporation. En 2010, la oficina se trasladó a una ubicación más grande en Bellevue. En 2016, Valve firmó un contrato de arrendamiento de nueve pisos en el complejo Lincoln Square en el centro de Bellevue, duplicando el tamaño de sus oficinas.
Valve comenzó a desarrollar Half-Life 2 seis meses después del lanzamiento del primer Half-Life, utilizando su nuevo motor interno, Source. Con sistemas de física avanzados y un mayor enfoque en la historia y los personajes, recibió elogios de la crítica en su lanzamiento en 2004; en 2011, había vendido 12 millones de copias.  En 2002, Valve lanzó Steam, una plataforma de distribución digital. Cuando Valve se convirtió en su propio editor a través de Steam, pasó a ser una organización plana; Fuera de la gestión ejecutiva, Valve no tiene jefes y la empresa utiliza un sistema de asignación abierto, lo que permite a los empleados moverse entre departamentos a voluntad.
Después de haber tardado años en desarrollar Half-Life 2, Valve pasó al desarrollo episódico, planeando lanzar juegos más cortos con más frecuencia. Half-Life 2: Episode One, el primero de una trilogía planificada de juegos que continúa la historia de Half-Life 2, fue lanzado en 2006. El Episodio Dos siguió en 2007, junto con el juego multijugador Team Fortress 2 y el juego de rompecabezas Portal, desarrollado a partir del proyecto de estudiantes Narbacular Drop.
El 10 de octubre de 2007 Valve Software lanzó al mercado The Orange Box, una compilación de juegos de esta empresa. The Orange Box incluye:
- Half-Life 2
- Half-Life 2: Episode One
- Half-Life 2: Episode Two
- Team Fortress 2
- Portal, un videojuego de lógica en primera persona

En enero de 2008, Valve anunció la adquisición de Turtle Rock Studios, que pasó a llamarse Valve South. Turtle Rock desarrolló Left 4 Dead y Left 4 Dead 2 mientras estaba asociado con Valve. Turtle Rock Studios luego se separó de Valve nuevamente en marzo de 2010.
Forbes estimó que Valve había recaudado 70 millones de dólares en 2005. El analista de Screen Digest, Ed Barton, estimó que los ingresos de Valve en 2010 se situaron en "cientos de millones de dólares". En 2011, Valve tenía un valor estimado de $ 2 a 4 mil millones y, según Newell, era la empresa más rentable por empleado en los Estados Unidos. La mayor parte de los ingresos de Valve provienen de Steam, que controlaba del 50 al 70% del mercado de juegos para PC descargados en 2011.

### Transición a los servicios (2010-2014)
En 2010, Valve contrató a IceFrog, el desarrollador de Defense of the Ancients, un mod de Warcraft III. IceFrog lideró el desarrollo de una secuela no asociada con los elementos de Warcraft, Dota 2, lanzada en 2013. Junto con Dota 2 en 2011, Valve inició The International, un torneo anual de eSports para Dota 2 con un premio acumulado respaldado por Valve y fondos de microtransacciones de pases de batalla comprados por jugadores.
Valve lanzó Portal 2 en abril de 2011.  Al igual que con el Portal original, Valve empleó a un equipo de estudiantes de Digipen para ayudar a desarrollarlo; el equipo detrás de Tag: The Power of Paint implementó la nueva jugabilidad de gel.
En diciembre de 2012, Valve adquirió Star Filled Studios para abrir una oficina en San Francisco. Valve terminó la operación en 2013 cuando decidieron que el arreglo obtenía pocos beneficios.
En el 2013 D.I.C.E. Summit, Newell anunció que él y el director de cine J. J. Abrams estaban colaborando para producir una película de Half-Life o Portal, así como un posible juego.
Valve lanzó menos juegos en la década de 2010. En cambio, exploró el hardware. Newell tenía la intención de hacer que Valve se pareciera más a Nintendo, que desarrolla juegos en conjunto con hardware, lo que les permite crear juegos innovadores como Super Mario 64. Valve inicialmente se centró en la realidad aumentada, pero en 2013 Newell despidió a muchos empleados para centrarse en la realidad virtual (VR). En 2015, Valve lanzó Steam Machine, una línea de computadoras para juegos la cual no tuvo éxito.
Los comentaristas de los medios especularon que la transición de Valve al proveedor de servicios con Steam, que generó un estimado de $3.4 mil millones en 2017, lo había alejado del desarrollo de juegos.
Muchos jugadores se sintieron frustrados ante la anticipación de un nuevo juego de Half-Life. Valve canceló juegos, incluidos numerosos proyectos de Half-Life, Left 4 Dead 3, un juego de combate similar a Dark Souls y un juego basado en vóxeles, A.R.T.I. Otros proyectos de realidad virtual incluyeron SimTrek, desarrollado por miembros del Kerbal Space Program, así como un nuevo hardware de realidad virtual, Vader, que se determinó que era demasiado costoso para los consumidores.

### Source 2, realidad virtual y Half-Life: Alyx (2015-presente)
Valve anunció el motor Source 2 en marzo de 2015, llegando a Dota 2 en septiembre. Ese año, Valve colaboró con la empresa de electrónica HTC para desarrollar HTC Vive, un visor de realidad virtual lanzado en 2016. Valve experimentó con juegos de realidad virtual y, en 2016, lanzó The Lab, una colección de minijuegos de realidad virtual.
Valve reconoció que muchos jugadores querían un juego AAA de realidad virtual más ambicioso y comenzó a explorar el desarrollo de un juego de realidad virtual importante. Desarrollaron varios prototipos, con otros tres proyectos de realidad virtual en desarrollo para 2017. Al descubrir que los sistemas de portal de su serie de rompecabezas Portal eran desorientadores en la realidad virtual, se decidieron por Half-Life. Walker dijo que Half-Life 3 había sido una "perspectiva terriblemente desalentadora", y el equipo vio la realidad virtual como una forma de regresar a la serie.
El desarrollo completo de un juego de realidad virtual Half-Life comenzó a fines de 2016, con el equipo más grande en la historia de Valve. Valve compró Impulsonic, un desarrollador de software de audio 3D, en enero de 2017 y lo integró en sus oficinas de Bellevue. En abril de 2018, Valve adquirió el desarrollador independiente Campo Santo, conocido por el juego de aventuras Firewatch de 2016. Campo Santo planeaba desarrollar sus propios juegos bajo Valve, aunque inicialmente ayudaron a desarrollar Half-Life: Alyx.
En noviembre de 2018, Valve lanzó Artifact, un juego de cartas coleccionables digitales basado en Dota 2, con un diseño de Richard Garfield, el creador de Magic: The Gathering. Artifact tenía una mecánica de pago inusual para adquirir nuevas cartas y no atraía una gran base de jugadores, perdiendo el 95% de los jugadores meses después del lanzamiento. En abril de 2021, Valve abandonó sus esfuerzos por reiniciar el proyecto, diciendo que no habían encontrado suficientes jugadores interesados para justificar el desarrollo.
En junio de 2019, Valve lanzó su hardware de realidad virtual, el Valve Index. En el mismo mes, Valve lanzó Dota Underlords.
En marzo de 2020, Valve lanzó Half-Life: Alyx, un juego de realidad virtual, el cual fue recibido con elogios por parte de la prensa. Newell declaró en enero de 2021 que el éxito de Alyx creó el deseo dentro de la empresa de desarrollar más juegos, y que varios juegos estaban en desarrollo. Valve colaboró con Netflix para Dota: Dragon's Blood, una serie de televisión animada basada en Dota, que se estrenó en marzo de 2021. Valve anunció Steam Deck, una PC portátil para juegos que funciona con SteamOS, en julio de 2021. En febrero de 2022 se realizó el lanzamiento de la nueva consola, utilizando SteamOS como sistema operativo. En general, el dispositivo tuvo una buena recepción por la crítica.

### Respuesta a la invasión rusa de Ucrania de 2022
A pesar de la invasión rusa de Ucrania en 2022 y las sanciones internacionales impuestas a Rusia, Valve Corporation ha continuado proporcionando servicios al país, generando críticas por apoyar la economía rusa y obstaculizar la influencia de las sanciones internacionales. En 2023, las ventas de consolas de juegos, incluida la Steam Deck, más que se duplicaron en Rusia. Valve no ha abordado públicamente el conflicto, y el uso de la plataforma en Rusia se ha complicado únicamente por la suspensión de servicios por parte de los proveedores de pagos. A partir de enero de 2024, una investigación de la Yale School of Management que evaluó la reacción de las empresas a la invasión rusa ubicó a Valve en la categoría "Grade F" de "Digging In", lo que significa "Desafiar las demandas de salida o reducción de actividades".

## Steam
Valve anunció su plataforma de distribución digital Steam en 2002. A través de Steam, Valve ha mostrado un amplio soporte para sus juegos, sacando actualizaciones para los mismos cada poco tiempo. . Desde la salida del juego ha habido ocho actualizaciones importantes, así como muchas correcciones de errores y pequeños añadidos. Todas estas actualizaciones son provistas de forma totalmente gratuita.
Hay más de 10000 videojuegos disponibles en Steam, y en enero de 2010 Valve anunció que habían superado las 25 millones de cuentas activas. En enero de 2013 se anunció que el número había ascendido a 75 millones de usuarios activos. Si se observan las estadísticas disponibles en la web de Steam, se puede apreciar que en cualquier momento del día el número de usuarios conectados supera los 10 millones, y el pico diario varía entre los 13.5 y 15.5 millones. Los mayores picos registrados superan los 16 millones. De esos usuarios, el número de usuarios jugando a algún videojuego va desde los 2.500.000 a los 5.000.000 de usuarios a la vez, en cualquier momento del día. Viendo las estadísticas de Steam, se puede consultar, además, el número de usuarios jugando a los 100 videojuegos con más jugadores en ese momento, así como el mayor pico de usuarios jugando simultáneamente en las últimas 48 horas.

## Videojuegos
| Título                           | Año  | Género                                    | Plataforma                                         |
| -------------------------------- | ---- | ----------------------------------------- | -------------------------------------------------- |
| Half-Life                        | 1998 | Videojuego de disparos en primera persona | Windows, PlayStation 2, Mac, Linux, Dreamcast      |
| Team Fortress Classic            | 1999 | Videojuego de disparos en primera persona | Windows, Mac, Linux                                |
| Counter-Strike                   | 1999 | Expansión                                 | Windows, Mac, Linux                                |
| Half-Life: Opposing Force        | 1999 | Videojuego de disparos en primera persona | Windows, Mac, Linux                                |
| Ricochet                         | 2000 | Videojuego de acción                      | Windows, Mac, Linux                                |
| Half-Life: Blue Shift            | 2001 | Expansión                                 | Windows, Mac, Linux                                |
| Half-Life: Decay                 | 2001 | Expansión                                 | PlayStation 2, Windows (conversión)                |
| Deathmatch Classic               | 2001 | Videojuego de disparos en primera persona | Windows, Mac, Linux                                |
| Day of Defeat                    | 2003 | Videojuego de disparos en primera persona | Windows, Mac, Linux                                |
| Counter-Strike: Condition Zero   | 2004 | Videojuego de disparos en primera persona | Windows, Mac, Xbox (sin campaña), Linux            |
| Counter-Strike: Source           | 2004 | Videojuego de disparos en primera persona | Windows, Mac, Linux                                |
| Half-Life: Source                | 2004 | Videojuego de disparos en primera persona | Windows, Mac, Linux                                |
| Half-Life 2: Deathmatch          | 2004 | Videojuego de disparos en primera persona | Windows, Mac, Linux                                |
| Half-Life 2                      | 2004 | Videojuego de disparos en primera persona | Windows, Xbox, Xbox 360, PlayStation 3, Mac, Linux |
| Half-Life 2: Lost Coast          | 2005 | Expansión                                 | Windows, Mac, Linux                                |
| Day of Defeat: Source            | 2005 | Videojuego de disparos en primera persona | Windows, Mac, Linux                                |
| Half-Life Deathmatch: Source     | 2006 | Videojuego de disparos en primera persona | Windows, Mac, Linux                                |
| Half-Life 2: Episode One         | 2006 | Videojuego de disparos en primera persona | Windows, Xbox 360, PlayStation 3, Mac, Linux       |
| Half-Life 2: Episode Two         | 2007 | Videojuego de disparos en primera persona | Windows, Xbox 360, PlayStation 3, Mac, Linux       |
| Portal                           | 2007 | Videojuego de lógica                      | Windows, Xbox 360, PlayStation 3, Mac, Linux       |
| Team Fortress 2                  | 2007 | Videojuego de disparos en primera persona | Windows, Xbox 360, PlayStation 3, Mac, Linux       |
| Left 4 Dead                      | 2008 | Videojuego de disparos en primera persona | Windows, Xbox 360, Mac, Linux                      |
| Left 4 Dead 2                    | 2009 | Videojuego de disparos en primera persona | Windows, Xbox 360, Mac, Linux                      |
| Alien Swarm                      | 2010 | Matamarcianos                             | Windows                                            |
| Portal 2                         | 2011 | Videojuego de lógica                      | Windows, Xbox 360, PlayStation 3, Mac, Linux       |
| Counter-Strike: Global Offensive | 2012 | Videojuego de disparos en primera persona | Windows, Xbox 360, PlayStation 3, Mac, Linux,      |
| Dota 2                           | 2013 | Acción RTS, MOBA                          | Windows, Mac, Linux                                |
| Artifact                         | 2018 | Juego de cartas                           | Windows, Mac, Linux                                |
| Dota Underlords                  | 2019 | Autochess                                 | Windows, Mac, Linux                                |
| Half-Life: Alyx                  | 2020 | Videojuego de disparos en primera persona | Windows                                            |
| Aperture Desk Job                | 2022 | Videojuego de disparos en primera persona | Windows, Linux, SteamOS                            |
| Counter-Strike 2                 | 2023 | Videojuego de disparos en primera persona | Windows, Mac, Linux                                |

## Hardware

### Steam Machine
En 2012, Valve anunció que estaban trabajando en un híbrido de consola/PC para la sala de estar, apodado por los medios como "Steam Box".
 Un precursor de dicha unidad es SteamOS, un sistema operativo basado en Linux disponible de forma gratuita que se basa en la funcionalidad del cliente Steam que incluye servicios multimedia, transmisión en vivo a través de redes domésticas, uso compartido de juegos dentro de las familias y controles parentales. SteamOS se anunció oficialmente en septiembre de 2013 como el primero de varios anuncios relacionados con la plataforma Steam Machine así como con su control de juego único. En mayo de 2014, Valve anunció que la Steam Machine de SteamOS de la compañía se retrasaría hasta 2015 debido a problemas con el control. En 2015, Alienware, ZOTAC y CyberPowerPC lanzaron sus versiones de Steam Machine. En junio de 2016, se habían vendido menos de medio millón. Si bien la línea Steam Machine se canceló de manera efectiva, Valve continuó fabricando y vendiendo Steam Controller hasta finales de noviembre de 2019, y publica tanto aplicaciones móviles como software para Steam Link, lo que permite la transmisión en el hogar.

### Steam Controller
Steam Controller es un gamepad desarrollado por la empresa de desarrollo de videojuegos Valve. Fue presentado el 27 de septiembre de 2013 a través de la página web de Steam. Este dispositivo está orientado tanto para su uso en consolas como en PC. Está diseñado principalmente para funcionar con las Steam Machines que tienen incorporado SteamOS y Steam, con su interfaz "Big picture".

### Steam Link
Steam Link es un dispositivo de hardware independiente que permite la transmisión de contenido de Steam desde una computadora personal o una Steam Machine de forma inalámbrica a un televisor, incluida la integración del gamepad Steam Controller. El dispositivo fue lanzado junto con el debut de Steam Machines en noviembre de 2015. Valve descontinuó silenciosamente Steam Link en noviembre de 2018, a favor de admitir su aplicación Steam Link basada en software para dispositivos móviles, televisores inteligentes y un paquete de software para Raspberry Pi.

### Valve Index
Valve Index es un sistema de realidad virtual diseñado por Valve Corporation, empresa responsable de la plataforma de distribución de videojuegos Steam. El sistema fue anunciado oficialmente a finales de abril de 2019, y salió a la venta el junio del mismo año a un precio inicial de 999 dólares. Las gafas de realidad virtual de Valve Index cuentan con dos pantallas LCD, una para cada ojo con una resolución de 1440x1600 píxeles cada una, que permiten un ángulo de visión de 130° con una densidad de 11,07 píxeles por grado. El visor se puede configurar con una frecuencia de actualización de hasta 144 Hz, con una persistencia de iluminación de 0,33 milisegundos.

### Steam Deck
La Steam Deck es una videoconsola inspirada en un PC de juegos portátil desarrollada por Valve Corporation. Su lanzamiento originalmente programado para diciembre de 2021 esto a causa de retraso ahora con nueva fecha de lanzamiento para febrero de 2022, aunque muchos usuarios la recibiran posteriormente siguiendo el stock de reserva establecido por Valve pudiendo llegar al primer trimestre de 2023. El uso principal de Steam Deck está destinado al uso portátil. Incluye una pantalla táctil LCD de 7 pulgadas (180 mm) y una resolución de 1280x800 píxeles, con una frecuencia de refresco de 60 Hz. Steam Deck ejecutará una versión modificada de Arch Linux, llamada SteamOS, una iteración anterior a la que usó Steam Machine, ahora con compatibilidad para Proton, una capa de compatibilidad que permite ejecutar juegos y aplicaciones de Windows en un sistema operativo basado en Linux.

## Valve Time
"Valve Time" ("Tiempo de Valve" u "Hora de Valve") es un término utilizado a modo de broma entre los fanáticos de Valve y el resto de la comunidad, apuntando el hecho de que Valve suele retrasar considerablemente sus juegos entre la fecha prometida y la fecha en la que finalmente salen. Un ejemplo de esto es su primer juego, Half Life, que iba a salir a finales de 1997 y finalmente se retrasó un año más. Se pueden ver en Internet por videos las versiones beta de sus juegos y la gran diferencia entre el producto cuando parecía terminado y cuando finalmente se terminó. Valve está consciente de ese término y, según parece, lo toma como un cumplido, ya que para ellos las mejoras de sus productos justifica el retraso. Según Jason Holtman, exjefe de desarrollo de negocios de la compañía, Valve "trata tanto como pueden de hacer la mejor cosa posible en el marco de tiempo correcto, y dar a la gente contenido que quiera consumir. Y sí eso toma más, está bien."